# 法国浩室
法国浩室 （英語：French house；也称为French touch，直译：法国触碰、Filter house，直译：滤波器浩室，和Tekfunk，直译：科技放克），是浩室音乐的一种风格，该音乐风格由法国音乐家在20世纪90年代创作发展而来。法国浩室为欧陆迪斯科的一种衍生形式，也是20世纪90年代末至21世纪00年代欧洲电子舞曲流行的音乐载体。该流派的显著特征是使用滤波器和移相器音乐技术，以及使用来自20世纪70年代末至80年代初欧洲迪斯科歌曲的音乐样本。该流派歌曲有时包含这些样本原始的抓耳部分（Hook）（该词“Hook”直译：“钩子”，是一种音乐理念，通常是一个简短的即兴重复段、乐段或短语句，在流行音乐中用来使歌曲更具吸引力并“吸引听众的耳朵”）并受启发，从而提供比该流派的前身（即迪斯科）更为厚重的和声基础。该风格曲目大多数都采用
拍，并以稳定的四板节拍为特色，音乐速度节奏（BPM）范围为每分钟110—130拍。法国浩室与未来放克类似，但也有一些关键性的区别。法国浩室音乐的开拓先驱以及传播者包括蠢朋克、大卫·库塔、鲍勃·辛克拉、马丁·索尔维格、Stardust、Cassius、超級愛人合唱團以及Air。

## 历史和影响
法国浩室的发展受到美国舞曲、欧陆迪斯科和太空迪斯科（Space disco）风格影响。在20世纪70年代末和20世纪80年代初太空迪斯科风靡法国，其中有法国音乐家塞罗尼和希拉与B·德沃森等艺术家。美国P-放克也影响了该音乐流派，其中有乔治·克林顿和布特西·柯林斯的作品。P-放克音乐风格在许多法国夜店音乐俱乐部中与迪斯科一起演奏，特别是在美国举办迪斯科毁灭之夜之后。Jacking舞蹈和芝加哥浩室音乐的风格也被融入到了法国浩室中，在英国大众中“杰克浩室”（Jack house）成为对这一流派声音的一个短暂描述性术语。其中弗朗西斯·德鲁贝（François de Roubaix）、让-米歇尔·雅尔 和 塞尔日·甘斯布等音乐家也影响了20世纪70年代的法国流行音乐这一流派。
托马·班高尔特为他的Roulé厂牌制作音乐是法国浩室开始发展的最早例子。 他的音乐作品以及他身为蠢朋克的成员和Stardust成员的作品影响了20世纪90年代中后期法国浩室音乐发展。 法国二人组Motorbass乐队是法国第一批制作法国浩室音乐的成员，他们主要基于音乐样本和过滤循环音乐技术并于1996年发行了他们的开创性专辑《Pansoul》。圣日耳曼音乐家制作的法国浩室曲目也受爵士乐启发和影响。 其中在这一时期也诞生了其他知名法国浩室音乐家，例如弗朗索瓦·凯沃基安（François Kevorkian）和罗兰·加尼埃（Laurent Garnier），但仍然与新兴的法国浩室音乐唱片公司保持着距离。
英国舞曲音乐家和欧洲唱片骑师（DJ）在20世纪90年代中期首次认可了该音乐流派，并之后在1997年取得商业成功。
蠢朋克、Cassius和后来的Stardust组合是该音乐流派第一批在国际上取得成功的艺术家，以及法国Air乐队都是维京唱片的旗下乐队。 所有三部音乐音乐视频的均由斯派克·琼兹、米歇尔·贡德里和亚历克斯和马丁（Alex & Martin）导演执导。 随着人们对夜店场景的认识不断提高，以及各大唱片公司的支持，蠢朋克的首张专辑《家庭作业》进入了英國專輯排行榜的前10名。这张专辑发布后，这对组合最终成为自让-米歇尔·雅尔以来在英国唱片销量最高的法国艺人。 法国浩室的恰巧出现与舞曲音乐在英国音乐市场的流行相吻合，同时也使英国民众对电子音乐兴趣激增。
进入21世纪00年代，鲍勃·辛克拉、艾蒂安·德克雷斯（Étienne de Crécy）、邦雅曼·迪亚蒙（也同属于Stardust组合成员之一）和法国电子组合Modjo的热门单曲在欧洲取得优异成绩。2005年末，流行巨星麦当娜发行了专辑，这张专辑中的几首歌曲受到了法国浩室音乐的影响。

## 术语，起源和分支
（Nu-disco）
“French touch”一词于1987年7月在巴黎首次使用。巴黎夜生活摄影师让-克洛德·拉格雷兹（Jean-Claude Lagrèze）在The Palace（直译：宫殿）举办了几场“French touch”派对，旨在帮助人们发现浩室音乐。派对由唱片骑师洛朗·加尼耶、Guillaume la Tortue 和大卫·库塔主持。1991年，埃里克·莫朗（Éric Morand）为Fnac音乐舞蹈部门设计的飞行员夹克上印有“我们为浩室音乐赋予法式风情”这句话。
1996年之前，“法国浩室”在欧洲人中被称为“nu-disco”（新迪斯科）、“disco house”（迪斯科浩室）和“new disco”（新迪斯科）。音乐记者马丁·詹姆斯在名为《Melody Maker》的音乐周报中推广了“French touch”一词。他在1996年评论艾蒂安·德克雷西的第一张专辑《Super Discount》（直译：超级折扣）时使用了该词。这个词开始受到法国媒体的青睐，并于1998年被英国媒体广泛使用。法国报纸《Liberation》和Radio NRJ承认马丁·詹姆斯是“French Touch”的创造者。随后，该术语被用于MTV新闻特别节目，用来描述“法国浩室爆炸式增长”现象。鲍勃·辛克拉、Air（非浩室乐队）和Cassius都接受了采访。 这则特别新闻后来在全球所有MTV当地版本上播出，传播了该术语并将“法国浩室”音乐介绍给主流人群。

## 该风格相关的唱片公司
- 20000st
- Astralwerks (U.S. market)
- Barclay (record label)
- Bromance
- Crydamoure
- Diamond Traxx
- Disques Solid
- Dynamic Recordings
- Ed Banger唱片（英语：Ed Banger Records）
- F Communications
- Fiat Lux
- Kitsuné
- Moveltraxx
- Pont Neuf Records
- Record Makers
- Roche Musique
- Roulé
- Smugglers Way
- Versatile Records
- Vulture Music
- We Rock Music
- Work It Baby